# El Puente (Guarayos)
El Puente − miasto w Boliwii, w departamencie Santa Cruz, w prowincji Guarayos.
Miasto znajduje się na wysokości 299 m n.p.m., siedem kilometrów na północ od Río San Julián.